# 10645 Brac
Brac (asteróide 10645) é um asteróide da cintura principal, a 2,1719731 UA. Possui uma excentricidade de 0,1826506 e um período orbital de 1 582,21 dias (4,33 anos).
Brac tem uma velocidade orbital média de 18,27129795 km/s e uma inclinação de 12,53114º.
Este asteróide foi descoberto em 14 de Março de 1999 por Korado Korlević.